# Prepusa viridiflora
Prepusa viridiflora är en gentianaväxtart som beskrevs av Alexander Curt Brade. Prepusa viridiflora ingår i släktet Prepusa och familjen gentianaväxter. Inga underarter finns listade i Catalogue of Life.